# Sascha Backhaus
Sascha Backhaus (* 18. Oktober 1979 in Hamburg) ist ein deutscher Schauspieler.

## Leben
Backhaus verließ als Jugendlicher Schule und Elternhaus und lebte ein Jahr in einer Bauwagensiedlung am Rand von Hamburg. Er sang in einer Punkband und setzte sich 1998 beim Casting für den Spielfilm Oi!Warning gegen vierzig Mitbewerber als Hauptdarsteller durch. In diesem 1999 erschienenen Film spielte er den Ausreißer Janosch, der sich seinem Freund Koma zuliebe einer Gruppe Skinheads anschließt, sich aber dann in den melancholischen Punker Zottel (Jens Veith) verliebt.
Danach begann Backhaus nach mehreren abgebrochenen Lehren eine Ausbildung zum Tischler in Hamburg und jobbte gelegentlich als Statist. Erneut war er 2003 in dem Kurzfilm Lucie & Vera zu sehen. Manfred Hobsch, Ralf Krämer, Klaus Rathje schrieben in ihrem Buch  Filmszene D hinsichtlich Backhaus und Oi!Warning: „Wenn das Sascha Backhaus’ erster und letzter großer Film gewesen sein sollte, ginge ein beeindruckender Typ der Leinwand verloren.“ (S. 26)